# Гасемипур, Амин
Амин Гасемипур (перс. امین قاسمی‌پور‎; род. 21 сентября 1985, Джиренде, Гилян) — иранский боксёр, представитель полусредней весовой категории. Выступал за национальную сборную Ирана по боксу в конце 2000-х — середине 2010-х годов, победитель турниров национального и международного значения, участник летних Олимпийских игр в Лондоне.

## Биография
Амин Гасемипур родился 21 сентября 1985 года в городе Джирендех провинции Гилян, Иран.
Впервые заявил о себе в боксе на международном уровне в сезоне 2009 года, когда вошёл в состав иранской национальной сборной и выступил на турнире Великий шёлковый путь в Баку, где уже на предварительном этапе полусредней весовой категории был остановлен представителем Белоруссии Магомедом Нурудиновым.
В 2011 году вновь боксировал на турнире Великий шёлковый путь в Баку, на сей раз дошёл до четвертьфинала. Также отметился выступлением на Мемориале Умаханова в Махачкале, проиграв на раннем этапе россиянину Александру Беспутину, принял участие в чемпионате мира в Баку, где в первом же бою потерпел поражение от американца Эррола Спенса.
В 2012 году стал чемпионом Ирана в полусреднем весе, выиграл бронзовую медаль на Кубке губернатора в Санкт-Петербурге. На Азиатском олимпийском квалификационном турнире в Астане дошёл до полуфинала и тем самым прошёл отбор на летние Олимпийские игры 2012 года в Лондоне. На Играх, однако, уже в стартовом поединке категории до 69 кг со счётом 8:13 потерпел поражение от венесуэльца Габриэля Маэстре и сразу же выбыл из борьбы за медали.
После лондонской Олимпиады Гасемипур остался в составе боксёрской команды Ирана на ещё один олимпийский цикл и продолжил принимать участие в крупнейших международных турнирах. Так, в 2013 году он выступил на чемпионате Азии в Аммане — попасть здесь в число призёров не смог.
В 2014 году боксировал на Мемориале Константина Короткова в Хабаровске, взял бронзу на Открытом чемпионате Китая в Гуйяне.
На азиатском первенстве 2015 года в Бангкоке его в четвертьфинале полусреднего веса остановил монгол Бямбын Тувшинбат.
Пытался пройти отбор на Олимпийские игры 2016 года в Рио-де-Жанейро, однако на Всемирной олимпийской квалификации в Баку выступил неудачно, в 1/16 финала проиграл британцу Джошу Келли.